# Góra Bałdrzychowska
Góra Bałdrzychowska – wieś w Polsce położona w województwie łódzkim, w powiecie poddębickim, w gminie Poddębice.

## Historia
Wieś otrzymała nazwę od wzgórza nad Nerem, naprzeciwko Bałdrzychowa. Tę wieś i sąsiedni Bałdrzychów (wraz z Zagórzycami, Podgórzem, Rąkczynem, Pustkowicami i Wólką) w 1176 r. nadał Kazimierz Sprawiedliwy cystersom z Sulejowa, którzy administrowali tu do 1789 r. Wieś duchowna, własność opactwa cystersów w Sulejowie położona była w końcu XVI wieku w powiecie łęczyckim województwa łęczyckiego. Potem była na tym terenie tzw. Ekonomia Bałdrzychowska oddawana w dzierżawę. W 1835 r. specjalnym ukazem oddano ten majątek gen. rosyjskiemu Nejdhardtowi, zapewne w nagrodę za udział w zwalczaniu powstania listopadowego. Utworzony przy tej okazji majorat był dziedziczny i miał zastąpić pensję generalską bo posiadacze majoratu nie mieli do niej prawa. Do majoratu należały też wsie Prawęcice i Chruśno. Dochód roczny z majoratu wynosił 20 tys. złp. Najdhardtowie dzierżyli tę posiadłość aż do I wojny światowej, po której zakończeniu przeszła ona na własność Państwa Polskiego. W 1331 r., w łupieskiej wyprawie, wieś spalili Krzyżacy podążający tędy, po spaleniu Łęczycy, na Sieradz i Kalisz. Na zboczu wzgórza stał dwór. W l. 1816–1899 w Górze Bałdrzychowskiej był także browar i gorzelnia. Rafał Bratoszewski z Góry Bałdrzychowskiej w 1816 r. założył osiedle, które na cześć cara nazwał Aleksandrowem (Aleksandrów Łódzki). Po wojnie gospodarował tu PGR.
W latach 1954–1959 wieś należała i była siedzibą władz gromady Góra Bałdrzychowska, po jej zniesieniu w gromadzie Kałów. W latach 1975–1998 miejscowość administracyjnie należała do województwa sieradzkiego.
Urodził się tu Wincenty Gortat – działacz ruchu ludowego, społecznego i samorządowego, polityk, poseł na Sejm w II RP.